# Pucung (Kismantoro)
Pucung is een bestuurslaag in het regentschap Wonogiri van de provincie Midden-Java, Indonesië. Pucung telt 2579 inwoners (volkstelling 2010).